# Df (Unix)
La comanda df (abreviació de disk free, disc disponible) és una ordre de la família dels sistemes operatius Unix que permet mostrar l'ús del disc dur i altres informacions com a punt de muntatge i sistema de fitxers.

## Ús
```
df [-k] [-P |-t] [fitxer ...]
```

- -k utilitza unitats de 1024 bytes en lloc de les determinades de 512 bytes per mostrar l'ús del disc
- -P Produeix una sortida en el format descrit a la secció de la sortida estàndard (STDOUT)
- -t Inclou totes les xifres de l'espai assignat
- -h Mostra espai en unitats comuns (KB, MB o GB)

Si no s'indica cap opció, mostra l'espai usat.